# Ptocasius plumipalpis
Ptocasius plumipalpis là một loài nhện trong họ Salticidae.
Loài này thuộc chi Ptocasius. Ptocasius plumipalpis được Tord Tamerlan Teodor Thorell miêu tả năm 1895.